# Paniella apterus
Paniella apterus är en insektsart som först beskrevs av Lucien Chopard 1915.  Paniella apterus ingår i släktet Paniella och familjen syrsor. Inga underarter finns listade i Catalogue of Life.